# Nguyên (đơn vị tiền tệ)

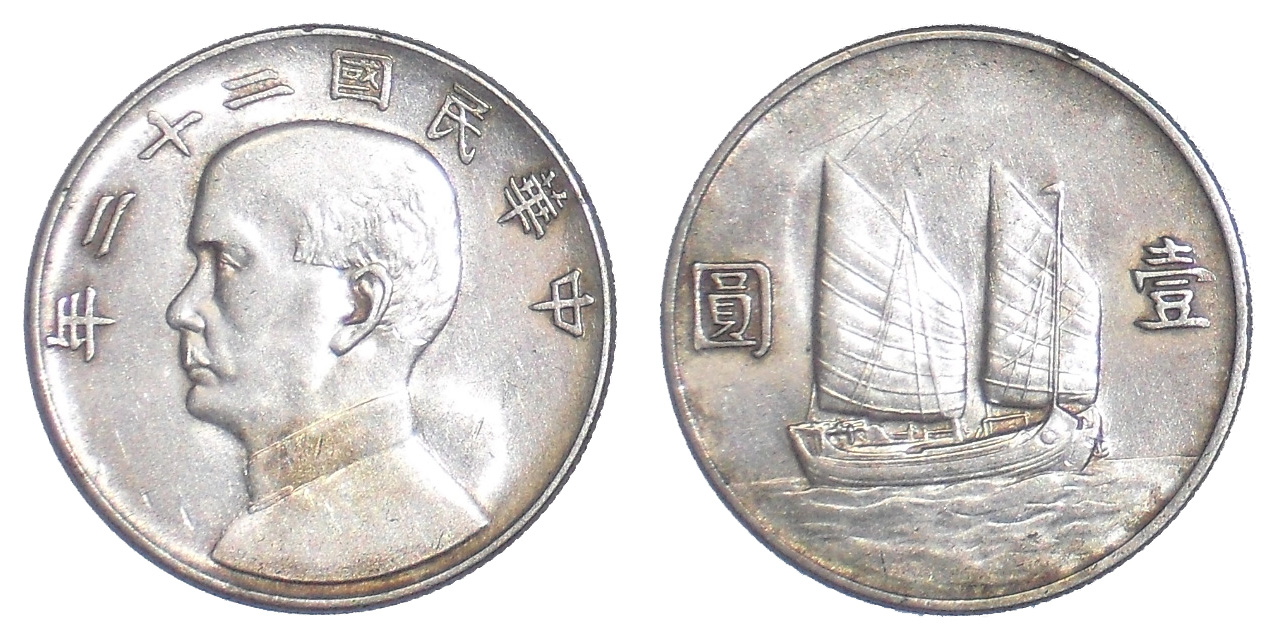
Đồng 1 Nguyên sản xuất năm 1933

Nguyên (tiếng Trung: 元; bính âm: yuán) được biết đến thông dụng tên là khối (tiếng Trung: 块; bính âm: kuài; ban đầu nó là một cục bạc). Một nguyên được chia thành 10 góc (tiếng Trung: 角; bính âm: jiǎo) hoặc thông dụng mao (tiếng Trung: 毛; bính âm: máo). Một giác được chia thành 10 phân (tiếng Trung: 分; bính âm: fēn).
Ngày nay, nó thường đề cập đến đơn vị chính của tài khoản của đồng nhân dân tệ, tiền tệ của Cộng hòa Nhân dân Trung Hoa. Nó cũng được sử dụng như một từ đồng nghĩa của đồng tiền đó, đặc biệt là trong bối cảnh quốc tế - mã tiêu chuẩn ISO 4217 cho đồng nhân dân tệ là CNY, viết tắt của "nhân dân tệ Trung Quốc". (Trường hợp tương tự là việc sử dụng thuật ngữ bảng để chỉ định đơn vị tiền tệ và bảng Anh cho đơn vị tài khoản)
Biểu tượng cho đồng nhân dân tệ (元) cũng được sử dụng trong Trung Quốc để tham khảo các đơn vị tiền tệ của Yên Nhật và Won Hàn Quốc và được sử dụng để dịch các đơn vị tiền tệ đồng USD cũng như một số đồng tiền khác; ví dụ, đồng đô la Mỹ được gọi là Nguồn Mỹ nguyên (tiếng Trung: 美元; bính âm: Měiyuán; nghĩa đen 'đô la Mỹ') bằng tiếng Trung, và đồng euro được gọi là Âu nguyên (tiếng Trung: 欧元; bính âm: Ōuyuán; nghĩa đen 'Nguyên châu Âu'). Khi được sử dụng bằng tiếng Anh trong bối cảnh hiện đại thị trường ngoại hối, nhân dân tệ Trung Quốc (CNY) dùng để chỉ đồng nhân dân tệ (RMB), là đồng tiền chính thức được sử dụng ở Trung Quốc đại lục.
Đã được sử dụng trong ít nhất 2000 năm, nhân dân tệ là hệ thống tiền tệ thập phân đầu tiên. Đây cũng là lần đầu tiên sử dụng tiền kim loại và tiền giấy, điều này đã định hình đáng kể hệ thống tài chính toàn cầu.

## Ngày nay
Việc sản xuất tiền giấy của các lực lượng cộng sản chấm dứt năm 1936 nhưng lại tiếp tục vào năm 1938 và tiếp tục thông qua việc tập trung sản xuất tiền vào năm 1948. Rất nhiều ngân hàng khu vực và các tổ chức khác đã phát hành các ghi chú. Trước năm 1942, mệnh giá lên đến 100 nhân dân tệ đã được ban hành. Năm đó, ghi chú đầu tiên lên đến 1000 nhân dân tệ xuất hiện. Ghi chú lên đến 5000 nhân dân tệ xuất hiện vào năm 1943, với 10.000 ghi chú nhân dân tệ xuất hiện vào năm 1947, 50.000 nhân dân tệ vào năm 1948 và 100.000 nhân dân tệ vào năm 1949.
Khi các lực lượng cộng sản nắm quyền kiểm soát hầu hết Trung Quốc, họ đã giới thiệu một loại tiền tệ mới, dưới hình thức tiền giấy, chỉ bằng đồng nhân dân tệ. Đây là đồng tiền duy nhất của Trung Quốc đại lục vào cuối cuộc nội chiến. Một nhân dân tệ mới được giới thiệu vào năm 1955 với tỷ lệ 10.000 nhân dân tệ cũ = 1 nhân dân tệ mới, được gọi là nhân dân tệ. Nó là tiền tệ của Cộng hòa nhân dân Trung Hoa cho đến ngày nay.
Vào năm 1946, một loại tiền tệ mới đã được giới thiệu để lưu hành tại Đài Loan, thay thế đồng Yên Nhật ban hành được gọi là đồng Cựu Đài tệ. Nó không liên quan trực tiếp đến đồng nhân dân tệ Trung Hoa đại lục.
Năm 1949, một nhân dân tệ thứ hai được giới thiệu ở Đài Loan, thay thế đồng nhân dân tệ đầu tiên với tỷ lệ 40.000 đến 1. Được biết đến như đồng Tân Đài tệ, nó vẫn là tiền tệ của Đài Loan.